# Shillong Lajong Football Club
Lo Shillong Lajong Footbal Club è una società calcistica indiana di Shillong. Fondata nel 1983, milita nella I-League.

## Palmarès

### Competizioni nazionali
- I-League 2nd Division: 1

2011

### Altri piazzamenti
- Coppa della Federazione indiana:

Finalista: 2009-2010, 2011
Semifinalista: 2015-2016
- I-League 2nd Division:

Secondo posto: 2022-2023

## Organico

### Rosa 2016-2017
| N. |                     | Ruolo | Calciatore            |
| -- | ------------------- | ----- | --------------------- |
| 1  | India (bandiera)    | P     | Vishal Kaith          |
| 3  | India (bandiera)    | D     | Nim Dorjee Tamang     |
| 4  | India (bandiera)    | C     | Rupert Nongrum        |
| 5  | India (bandiera)    | D     | Samuel Shadap         |
| 6  | India (bandiera)    | D     | Konsham Singh         |
| 7  | India (bandiera)    | C     | Zodingliana Ralte     |
| —  | Honduras (bandiera) | A     | Ángel Tejeda          |
| 8  | Brasile (bandiera)  | C     | Fábio Pena            |
| 9  | India (bandiera)    | A     | Samuel Lalmuanpuia    |
| 10 | Senegal (bandiera)  | A     | Aser Pierrick Dipanda |
| 11 | India (bandiera)    | C     | Hardy Nongbri         |
| 12 | India (bandiera)    | C     | Joseph Lalfakzuala    |
| 13 | India (bandiera)    | C     | Isaac Vanlalsawma     |
| 14 | India (bandiera)    | C     | Jacob Lalrawngbawla   |
| 15 | India (bandiera)    | C     | Rocus Lamare          |

| N. |                     | Ruolo | Calciatore         |
| -- | ------------------- | ----- | ------------------ |
| 16 | India (bandiera)    | A     | Milan Basumatary   |
| 17 | India (bandiera)    | D     | Sandeep Singh      |
| 18 | India (bandiera)    | A     | Sheen Sohktung     |
| 19 | India (bandiera)    | A     | Redeem Tlang       |
| 22 | India (bandiera)    | C     | Lalrammuana        |
| 23 | India (bandiera)    | D     | Pritam Kumar Singh |
| 25 | India (bandiera)    | C     | Alen Deory         |
| 26 | Giappone (bandiera) | C     | Yuta Kinowaki      |
| 27 | India (bandiera)    | C     | Novin Gurung       |
| 29 | India (bandiera)    | A     | Bipin Singh        |
| 31 | Romania (bandiera)  | D     | Dan Ignat          |
| 33 | India (bandiera)    | D     | Allen Lyngdoh      |
| 34 | India (bandiera)    | P     | Phurba Lachenpa    |
| —  | India (bandiera)    | D     | Aibanbha Dohling   |